# Ben Lovett
Benjamin Walter David Lovett (Wimbledon, 30 de septiembre de 1986) es un músico y productor galés, más conocido por formar parte de la banda de folk rock británica, ganadora de un Grammy, Mumford & Sons. 

## Carrera musical

### Mumford and Sons
Lovett es uno de los fundadores de la banda Mumford & Sons. Asistió a Hallfield School en Birmingham antes de mudarse a Londres. Más tarde, fue al colegio King's College School en Wimbledon, Londres, al que asistió con Marcus Mumford. Fue en Londres donde conoció a sus actuales compañeros de la banda, Ted Dwane y Winston Marshall. Principalmente, Ben toca el teclado y el piano en el grupo, pero también hace los coros y toca el acordeón, la batería, y la percusión en las canciones de la banda. 
La banda tiene cuatro álbumes de estudio, Sigh No More  (2009), con el que fueron nominados a los Premios Grammy en 2010 y 2011, y con el cual ganaron un Premio Brit como Mejor Álbum Británico (Best British Album) en 2011, Babel (2012) que hizo ganar a la banda otro Grammy por ser Álbum del Año (Album of the year), Wilder Mind , lanzado en mayo de 2015. En 2013 la banda ganó un Brit Award a la Mejor Banda Británica (Best British Group), y por último su cuarto álbum, Delta (2018).

### Otros emprendimientos musicales
En los primeros días de Mumford & Sons, Lovett produjo álbumes para otras bandas de folk de Londres, incluyendo Peggy Sue.
Lovett produjo en el álbum aclamado por la crítica de Ellie Goulding de 2010 Lights, incluyendo su versión de la canción de Elton John,  "Your Song" que llegó hasta el número 2 en el ranking de singles. Aparte de haber sido reconocido como productor del álbum, también se reconoce a Lovett por tocar el bombo, el piano y por ser cantante de acompañamiento en el lanzamiento, que debutó como número 1 en los rankings de álbumes de Reino Unido. Lovett se ha unido anteriormente a Goulding en el escenario para tocar a piano  "Your Song" y la pareja ha grabado duetos de Service Bell  de Feist, de Grizzly Bear y Two Dancers  por Wild Beasts, que Lovett difundió mientras presentaba Triple J radio.
Lovett también asistió a la producción del álbum début homónimo de Simon Felice, miembro de Felice Brothers a lo largo de 2011. Se le dio también crédito como productor del lanzamiento y apareció también como invitado en el primer sencillo del álbum "You & I Belong".
Lovett es el cofundador de la discografía y grupo promotor de música en directo Communion. El objetivo de este sello discográfico es crear una "plataforma para música independiente en las principales ciudades". El sello ha presentado y lanzado la música de varios artistas conocidos, incluyendo a Gotye, Michael Kiwanuka, Foy Vance y Ben Howard.

## Vida personal
El 20 de junio de 2014 Ben Lovett anunció públicamente su compromiso con la diseñadora de moda Jemima Janney.